# Zhangdan (sockenhuvudort i Kina, Zhejiang Sheng, lat 28,13, long 120,25)
Zhangdan (kinesiska: 章旦, 章旦乡, 龟背) är en sockenhuvudort i Kina. Den ligger i provinsen Zhejiang, i den östra delen av landet, omkring 240 kilometer söder om provinshuvudstaden Hangzhou. Antalet invånare är 2 113. Befolkningen består av 990 kvinnor och 1 123 män. Barn under 15 år utgör 21,0 %, vuxna 15-64 år 59 %, och äldre över 65 år 18,0 %.
Runt Zhangdan är det mycket tätbefolkat, med 1 361 invånare per kvadratkilometer. Närmaste större samhälle är Wenxi, 13,4 km öster om Zhangdan. I omgivningarna runt Zhangdan växer i huvudsak blandskog.
Genomsnittlig årsnederbörd är 2 331 millimeter. Den regnigaste månaden är juni, med i genomsnitt 383 mm nederbörd, och den torraste är januari, med 67 mm nederbörd.